# زامامی، اوکیناوا
زامامی، اوکیناوا (به لاتین: Zamami, Okinawa) یک منطقهٔ مسکونی در ژاپن است که در استان اوکیناوا واقع شده‌است. زامامی ۹۲۴ نفر جمعیت دارد.